# Louis Vasserot
Louis Vasserot, né le 3 mars 1771 à Champlay et mort le 8 décembre 1840 à Paris, est un général français du Premier Empire.

## État de service
Il est nommé colonel le 21 septembre 1809 du 17e régiment d'infanterie de ligne, et il est promu le 18 mai 1813, général de brigade. Il est élevé au grade de lieutenant général le 22 mai 1825.
Il fut également : Inspecteur-général d’Infanterie, membre du comité d’Infanterie et de cavalerie.
Il est blessé à la prise de Lübeck le 6 novembre 1806, ainsi que le 17 août 1812 et le 29 novembre suivant.
Il se marie le 7 mai 1825, à Madeleine Victoire Clément, et n'a pas de descendance.
Il meurt le 8 décembre 1840 à Paris, et il est inhumé au Père Lachaise, 8e division, (stèle avec armoiries), 4e ligne face au chemin Serré

### Distinctions
- Baron de l'Empire le 2 septembre 1810 - Confirmé dans son titre le 11 avril 1811 - Vicomte héréditaire le 11 janvier 1823.
- Grand officier de la Légion d'honneur (1824) et Commandeur de Saint-Louis.
- Il fait partie des 660 personnalités à avoir son nom gravé sous l'arc de triomphe de l'Étoile. Il apparaît sur la 9e colonne (l’Arc indique VASSEROT).

## Armoiries
| Figure | Blasonnement |
| ------ | --- |
|        | Armes du baron Louis Vasserot et de l'Empire. Coupé : au I, parti a) d’azur au globe terrestre sommé à senestre d’une pointe de lance du même et entouré de six étoiles rangées en orle, le tout d’argent, b) du quartier des barons militaires ; au II, d’argent à l’arbre au naturel terrassé de sinople. |